# زيارة مقام النبي شعيب

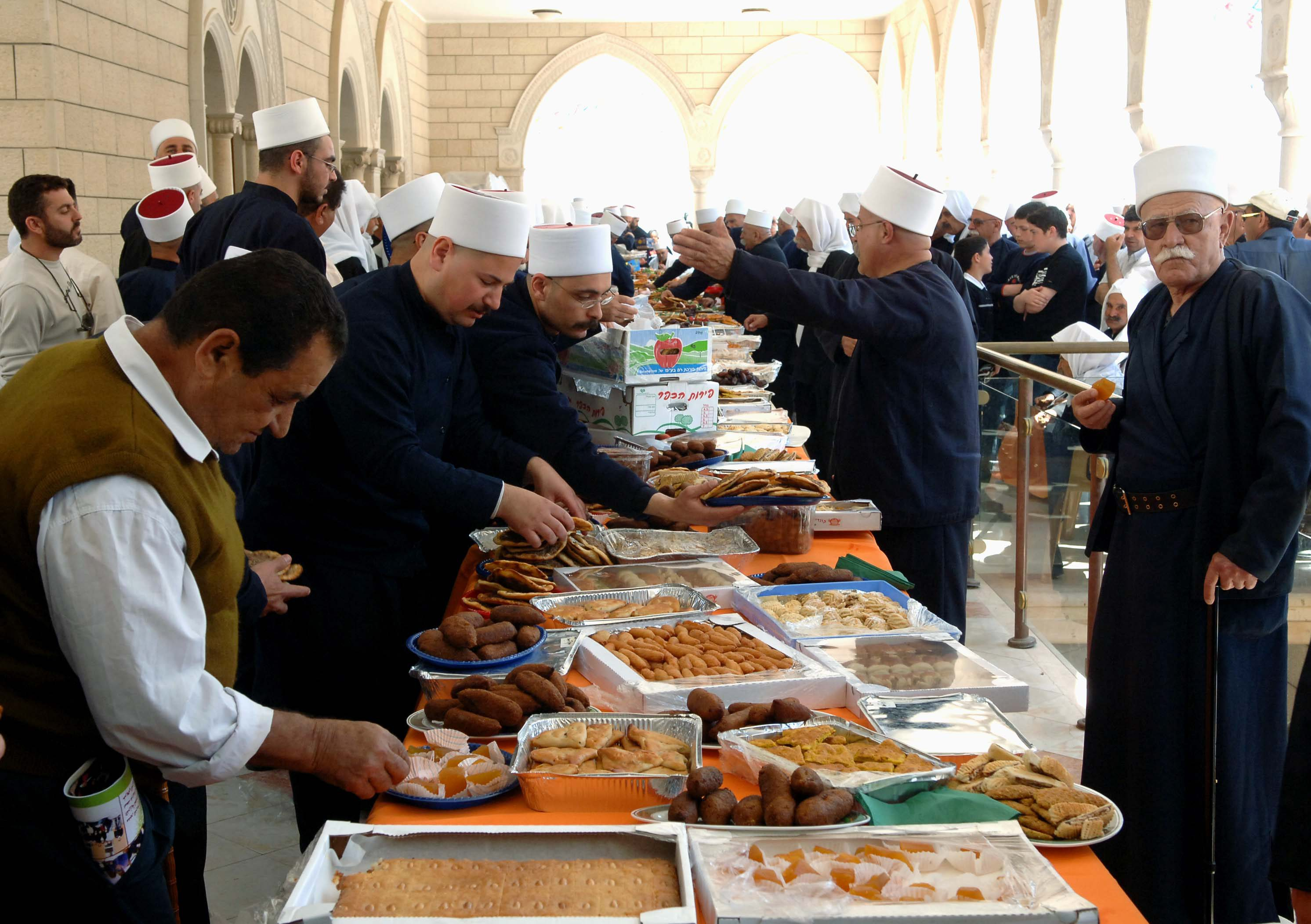
دروز خلال زيارة مقام النبي شعيب في حطين.

زيارة مقام النبي شعيب هو مهرجان درزي يتخلل زيارة مقام النبي شعيب في الفترة ما بين يوم 25 ويوم 28 أبريل والذي تم الاعتراف به رسمياً في فلسطين المحتلة كعطلة رسمية.

## العيد
عادةً ما يحتفل الدروز بعيد واحد فقط، وهو عيد الأضحى. ومع ذلك، فإن الطائفة الدرزية في إسرائيل بقيادة أمين طريف قد منحت هذه الفترة وضعاً خاصاً، حيث اعتبرت زيارة مقام النبي شعيب يوم احتفالي بالقانون. ويٌسمح للعمال بأخذ استراحة عن العمل دون التعدي على حقوقهم. كما أن المدارس التي تعمل في ظل النظام التعليمي الدرزي مغلقة خلال هذه الفترة، كما ويتم إعطاءالجنود الدروز في الجيش الإسرائيلي أيضًا فترة إجازة. ويحتفل المجتمع الدرزي بأكمله في الزيارة.

## الاحتفال
يبدأ الاحتفال في يوم 25 أبريل ويختتم في يوم 28 أبريل، ويشارك فيه العديد من الزعماء الدينيين من جميع الأديان في إسرائيل، وكذلك القادة السياسيين (أحيانًا أيضاً رئيس الوزراء) ، قادمين لتهنئة المجتمع الدرزي خلال احتفالاتهم في مقام النبي شعيب. ويستغل القادة الدينيون أو الشيوخ من جبل الكرمل ومنطقة الجليل ومرتفعات الجولان الحدث لمناقشة القضايا الدينية.